# Wolodymyr Denyssenko
Wolodymyr Terentijowytsch Denyssenko (ukrainisch Володимир Терентійович Денисенко, russisch Владимир Терентьевич Денисенко Wladimir Terentjewitsch Denissenko; * 7. Januar 1930 in Medwyn, Oblast Kiew, Ukrainische SSR; † 10. Juni 1984 in Kiew) war ein sowjetisch-ukrainischer Filmregisseur und Drehbuchautor.

## Leben
Von 1931 bis 1941 lebte Wolodymyr mit seinen Eltern in Charkiw. Nachdem der Vater in die Rote Armee eingezogen wurde, zog seine Mutter mit ihm zurück nach Medwyn. Die Kriegs- und Besatzungszeit haben die Ausbildung Denyssenkos derart beeinflusst, dass später einige seiner wichtigsten Filme die Verarbeitung dieser Epoche betreffen. Erst nachdem das Dorf von der deutschen Besatzung befreit wurde, konnte Denyssenko im Herbst 1944 seinen Schulbesuch fortsetzen und im Herbst 1945 abschließen.
Anschließend besuchte er die neunte Klasse der Sekundarschule in Wynohrad und schloss, nachdem sein Vater aus dem Krieg zurückkehrt und mit der Familie nach Kiew gezogen war, dort die zehnte Klasse ab. Von 1947 an besuchte Denyssenko die Schauspielfakultät des Staatlichen Instituts für Theaterkunst in Kiew „I. Karpenko-Karyj“. Aufgrund seiner guten schulischen Leistungen und Bühnenarbeit erhielt er 1948 ein Stipendium und wechselte an die Fakultät für Regie. Noch vor seinem Abschluss wurde er in der zweiten Jahreshälfte 1948 wegen „ukrainischen bürgerlichen Nationalismus“ verhaftet und zu fünf Jahren Haft im Gulag verurteilt, die er in der Oblast Kirow verbrachte, bis er am 27. März 1953 entlassen wurde. Nach Stalins Tod wurde er am 24. August 1956 rehabilitiert.
In diesem Jahr absolvierte er auch das Staatliche Instituts für Theaterkunst in Kiew, an dem er von 1959 an unterrichtete.
Zwischen 1958 und 1984 arbeitete er als Regisseur und Produzent am Kiewer Filmstudio für Spielfilme „Alexander Dowschenko“. Wolodymyr Denyssenko starb 54-jährig in Kiew und wurde dort auf dem Baikowe-Friedhof bestattet.

## Familie
Wolodymyr Denyssenko war der Ehemann der Schauspielerin und Volkskünstlerin der Ukraine Natalija Naum (Наталія Михайлівна Наум; 1933–2004) und Vater von Oleksandr und Taras Denyssenko (1965–2017).

## Filmografie
- 1959: Солдатка Soldatka; zu deutsch Soldat
- 1960: Роман и Франческа Roman i Frantscheska; zu deutsch Der Roman und Francesca (Regisseur)
- 1962: Молчат только статуи Moltschat tolko statui; zu deutsch Nur Statuen schweigen (Regisseur)
- 1964: Сон Son; zu deutsch Traum (Regisseur, basierend auf der Biografie Taras Schewtschenkos)
- 1969: Совесть Sowest; zu deutsch Gewissen
- 1968: На Киевском направлении Na Kijewskom naprawlenii; zu deutsch In Richtung Kiew (Regisseur, Drehbuchautor)
- 1969: Тяжёлый колос Tjaschjoly kolos; zu deutsch Schweres Ohr (Drehbuchautor, Regisseur)
- 1971: Совесть Sowest; zu deutsch Aufklärung (Drehbuchautor, Regisseur)
- 1973: Повесть о женщине Powest o schenschtschine; zu deutsch Die Geschichte einer Frau (Drehbuchautor, Regisseur)
- 1978: Днепровский ветер Dneprowski weter zu deutsch Dnepr Wind (Fernsehfilm, basierend auf Oles Hontschar Kurzgeschichte Charykomyshi)
- 1978: Жнецы Schnezy; zu deutsch Schnitter (Drehbuchautor, Regisseur)
- 1981: Высокий перевал Wyssoki perewal; zu deutsch Hochpass (Drehbuchautor, Regisseur)[1]

## Ehrungen
- Volkskünstler der Ukraine
- Taras-Schewtschenko-Preis[6]